# レオウイルス科
レオウイルス科（Reoviridae）はウイルスの分類における一科であり、RNAウイルスの一群の総称。そのビリオンは直径60 - 80nmの正二十面体構造を示し、10 - 12本の線状の二本鎖RNAをゲノムに持つ。エンベロープを持たないため、エーテルに対しては抵抗性である。細胞質内で増殖し、核周辺部に好酸性の細胞質内封入体を形成する。レオウイルス科のウイルスは同属のウイルス種間で遺伝子再集合を起こすことがある。オルビウイルス属およびコルチウイルス属のウイルスはアルボウイルスである。

## 分類
- Genus Orthoreovirus
  - 哺乳類オルトレオウイルス（mammalian orthoreovirus）
- Genus Rotavirus
  - ロタウイルスA（rotavirus A）
- Genus Orbivirus
  - アフリカ馬疫ウイルス（African horse sickness virus）
  - ブルータングウイルス（bluetongue virus）
- Genus Coltivirus
  - コロラドダニ熱ウイルス（Colorado tick fever virus）
- Genus Seadornavirus
  - バンナウイルス（Banna virus）
- Genus Aquareovirus
  - アクアレオウイルスA（aquqreovirus A）

## 関連人物
- 四方英四郎